# Acacia forrestiana
Acacia forrestiana é uma espécie de leguminosa do gênero Acacia, pertencente à família Fabaceae.